# Двайт Йорк
Двайт Йорк (англ. Dwight Yorke; нар. 3 листопада 1971, Канаан) — тринідадський футболіст, нападник. По завершенні ігрової кар'єри — футбольний тренер. Наразі є головним тренером збірної Тринідаду і Тобаго.
Як гравець насамперед відомий виступами за клуби «Астон Вілла» та «Манчестер Юнайтед», а також національну збірну Тринідаду і Тобаго.

## Клубна кар'єра
Народився 3 листопада 1971 року в місті Канаан. Вихованець футбольної команди школи «Сігнал Гілл».
У дорослому футболі дебютував 1989 року виступами за англійський клуб «Астон Вілла», в якому провів дев'ять сезонів, взявши участь у 232 матчах чемпіонату. Більшість часу, проведеного у складі «Астон Вілли», був основним гравцем атакувальної ланки команди.
Своєю грою за команду привернув увагу представників тренерського штабу клубу «Манчестер Юнайтед», до складу якого приєднався в серпні 1998 року за 12,6 млн фунтів. Відіграв за команду з Манчестера наступні чотири сезони своєї ігрової кар'єри. Граючи у складі «червоних дияволів» також здебільшого виходив на поле в основному складі команди. У складі «Манчестер Юнайтед» був одним з головних бомбардирів команди, маючи середню результативність на рівні 0,49 гола за гру першості.

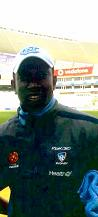
Двайт Йорк в період виступів за «Сідней». 2006 рік

Згодом, з 2002 по 2006 рік, не уже вдало грав у складі клубів «Блекберн Роверз», «Бірмінгем Сіті» та «Сідней».
Завершив професійну ігрову кар'єру у клубі «Сандерленд», за який виступав протягом 2006—2009 років.

## Виступи за збірну
1989 року дебютував в офіційних матчах у складі національної збірної Тринідаду і Тобаго. Протягом кар'єри у національній команді, яка тривала з перервами аж 21 рік, провів у формі головної команди країни 72 матчі, забивши 19 голів.
У складі збірної був учасником розіграшу Золотого кубка КОНКАКАФ 2000 року у США, на якому команда здобула бронзові нагороди. У 2001 році він покинув збірну через розбіжноті з тренером і повернувся лише для участі в фінальній частині чемпіонату світу 2006 року у Німеччині, де Двайт був капітаном і зіграв в усіх трьох матчах збірної на турнірі.

## Кар'єра тренера
Розпочав тренерську кар'єру відразу ж по завершенні кар'єри гравця, 2009 року, увійшовши до тренерського штабу збірної Тринідаду і Тобаго, де Двайт Йорк працює і досі.

## Статистика виступів

### Статистика клубних виступів
| Сезон   | Команда             | Ліга            | Ігор | Голів |
| ------- | ------------------- | --------------- | ---- | ----- |
| 1989-90 | «Астон Вілла»       | Перший дивізіон | 2    | 0     |
| 1990-91 | «Астон Вілла»       | Перший дивізіон | 18   | 2     |
| 1991-92 | «Астон Вілла»       | Перший дивізіон | 32   | 11    |
| 1992-93 | «Астон Вілла»       | Прем'єр-ліга    | 27   | 6     |
| 1993-94 | «Астон Вілла»       | Прем'єр-ліга    | 12   | 2     |
| 1994-95 | «Астон Вілла»       | Прем'єр-ліга    | 37   | 6     |
| 1995-96 | «Астон Вілла»       | Прем'єр-ліга    | 35   | 17    |
| 1996-97 | «Астон Вілла»       | Прем'єр-ліга    | 37   | 17    |
| 1997-98 | «Астон Вілла»       | Прем'єр-ліга    | 30   | 12    |
| 1997-98 | «Астон Вілла»       | Прем'єр-ліга    | 1    | 0     |
| 1998-99 | «Манчестер Юнайтед» | Прем'єр-ліга    | 32   | 18    |
| 1999-00 | «Манчестер Юнайтед» | Прем'єр-ліга    | 32   | 20    |
| 2000-01 | «Манчестер Юнайтед» | Прем'єр-ліга    | 22   | 8     |
| 2001-02 | «Манчестер Юнайтед» | Прем'єр-ліга    | 10   | 1     |
| 2002-03 | «Блекберн Роверз»   | Прем'єр-ліга    | 33   | 8     |
| 2003-04 | «Блекберн Роверз»   | Прем'єр-ліга    | 23   | 4     |
| 2004-05 | «Блекберн Роверз»   | Прем'єр-ліга    | 4    | 0     |
| 2004-05 | «Бірмінгем Сіті»    | Прем'єр-ліга    | 13   | 2     |
| 2005-06 | «Сідней»            | А-Ліга          | 21   | 7     |
| 2006-07 | «Сідней»            | А-Ліга          | 1    | 0     |
| 2006-07 | «Сандерленд»        | Чемпіоншип      | 32   | 5     |
| 2007-08 | «Сандерленд»        | Прем'єр-ліга    | 20   | 1     |
| 2008-09 | «Сандерленд»        | Прем'єр-ліга    | 3    | 0     |

## Титули і досягнення

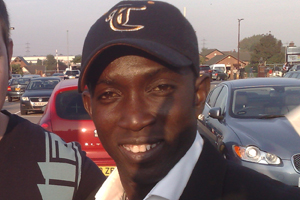
Двайт Йорк

### Командні
- Володар Кубка англійської ліги (2):

«Астон Вілла»: 1993-94, 1995-96
- Чемпіон Англії (3):

«Манчестер Юнайтед»: 1998-99, 1999-00, 2000-01
- Володар Кубка Англії (1):

«Манчестер Юнайтед»: 1998-99
- Переможець Ліги чемпіонів УЄФА (1):

«Манчестер Юнайтед»: 1998-99
- Володар Міжконтинентального кубка (1):

«Манчестер Юнайтед»: 1999
- Чемпіон Австралії (1):

«Сідней»: 2005-06

### Збірні
- Бронзовий призер Чемпіонату націй КОНКАКАФ: 1989
- Переможець Карибського кубка: 1989

### Особисті
- Футболіст місяця в Прем'єр-лізі: лютий (1995-96), січень (1998-99), березень (1999-00)
- Найкращий бомбардир англійської Прем'єр-ліги: 1999-00